# 大田区立大森第八中学校
大田区立大森第八中学校（おおたくりつ おおもりだいはちちゅうがっこう）とは、東京都大田区大森西に所在する公立中学校。

## 沿革
- 1947年（昭和22年）4月1日 - 開校

## 著名な出身者
- なべおさみ - コメディアン
- 浅野温子 - 俳優[1]
- りりィ - シンガーソングライター[1]
- 鈴木雅之 - ミュージシャン（ラッツ&スター）[2]
- 佐藤善雄 - ミュージシャン（ラッツ&スター）[1]
- 久保木博之 - ミュージシャン（ラッツ&スター）[1]
- 桑野信義 - ミュージシャン（ラッツ&スター）[3]
- 小橋賢児 - 元俳優[1][4]
- 脇屋友詞 - 料理人（中国料理（上海料理））[2][3]
- 山口重幸 - 野球選手・ヤクルト球団職員・岩倉高校野球部コーチ・第56回選抜高等学校野球大会優勝投手[5]